# Директива за бъдеща дейност на ВМОРО
Директивата за бъдеща дейност на ВМОРО от януари 1904 година е документ на организацията, който послужва за идейна основа на левицата в македоно-одринското национално-революционно движение. Изработен е в София основно от Яне Сандански, Димо Хаджидимов и Христо Чернопеев. Продиктуван е от поражението в Илинденско-Преображенското въстание. Основната цел на документа е демократизация в организацията. В същия дух за децентрализация протичат Варненският (14 февруари), Струмишкият и Прилепският окръжен конгрес от 1904 година. Това слага начало на фактическото разцепление във ВМОРО.